# Foráš
Foráš je přírodní rezervace v oblasti Dunajské luhy.
Nachází se v katastrálním území obce Bodíky v okrese Dunajská Streda v Trnavském kraji. Území bylo vyhlášeno v roce 2008 na rozloze 115,52 ha. Ochranné pásmo nebylo stanoveno.